# Rob van Dijk
Pour les articles homonymes, voir Van Dijk.
Rob van Dijk est un footballeur néerlandais né le 15 janvier 1969 à Voorhout. Il joue au poste de gardien de but.
Au cours de sa carrière il a principalement joué pour le RKC Waalwijk.

## Biographie

### Carrière en club
- 1992-1996 : Feyenoord Rotterdam  Pays-Bas
- 1996-2003 : RKC Waalwijk  Pays-Bas
- 2003-2004 : PSV Eindhoven  Pays-Bas
- 2004-2005 : De Graafschap  Pays-Bas
- 2005-2007 : RKC Waalwijk  Pays-Bas
- 2007-2008 : SC Heerenveen  Pays-Bas
- 2008-2011 : Feyenoord Rotterdam  Pays-Bas
- 2011-2012 : FC Utrecht  Pays-Bas[1],[2]

## Palmarès
Feyenoord Rotterdam
- Eredivisie
  - Champion (1) : 1993